# 庫利尼奇
49°58′48″N 36°22′53″E / 49.98000°N 36.38139°E
庫利尼奇（羅馬化：Kulynychi）是烏克蘭東部哈尔科夫州哈尔科夫区哈尔科夫市镇的地方。原为一市级镇，2013年合并至哈尔科夫市，雖然該地實際上被納入該市邊界內，但最高拉达仍未正式批准。始建於1957年，面積2.49平方公里，海拔高度149米，2001年人口3,101，人口密度每平方公里1,245.4人。